# Tarantas

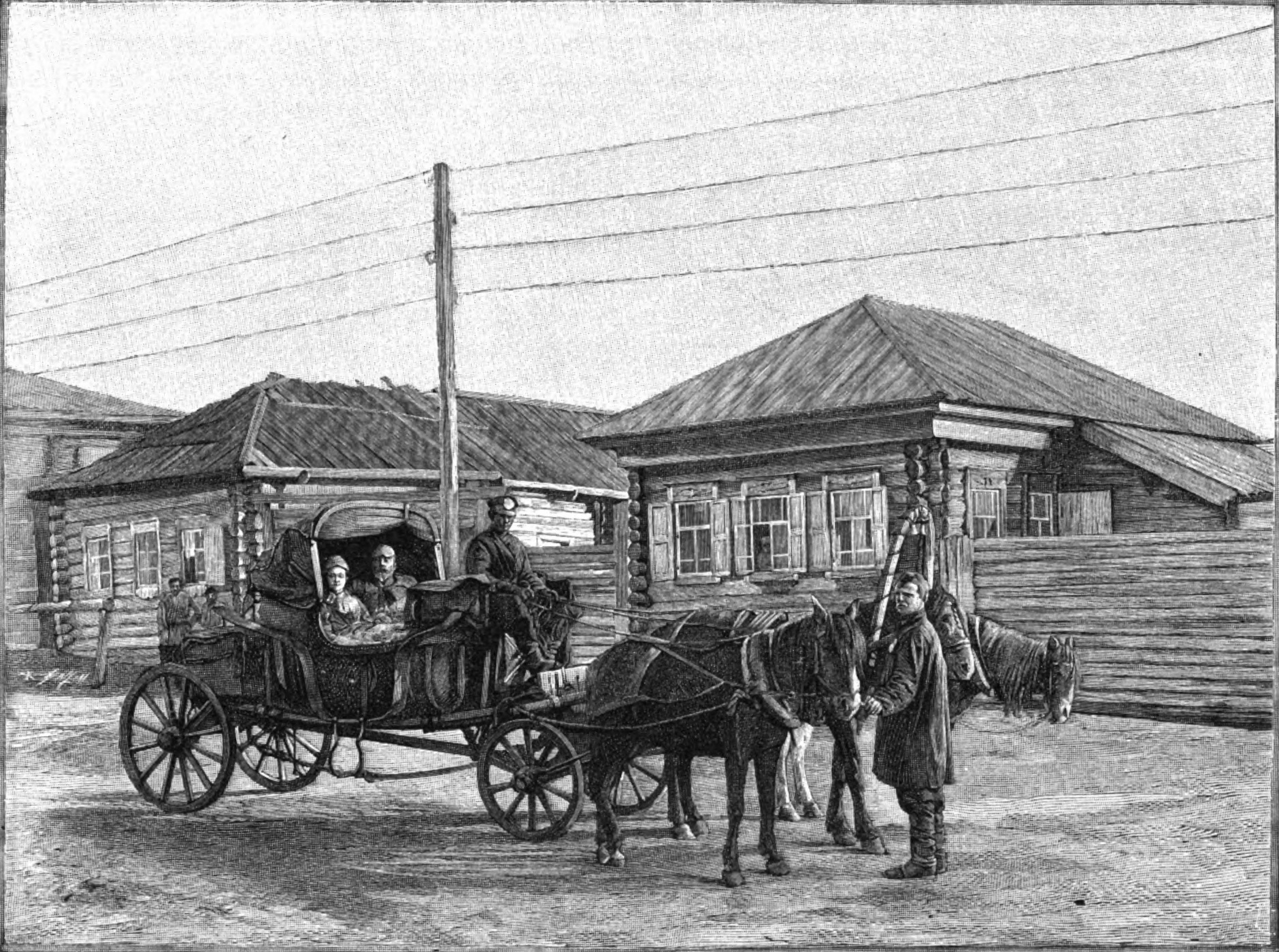
Rosyjski tarantas (fot. z 1894 r.)

Tarantas (ros. тарантас) – podróżny czterokołowy pojazd zaprzęgowy wywodzący się z Rosji, rodzaj bryczki. Tarantas zaprzęgany był w jednego lub dwa konie. 
Wydłużone pudło tego pojazdu, w tylnej części kryte półokrągłą, brezentową budą, osadzone było na długich (kilkumetrowych), elastycznych drągach pełniących rolę resorów. Uważany był za wygodny pojazd podróżny, ponieważ mieścił miejsca leżące i siedzące.
Tarantasy używano w  XIX wieku i pocz. XX wieku, także w Polsce.